# Elizabeth Christitch
Elizabeth Christitch, nota anche con lo pseudonimo di Ben Hurst (Contea di Limerick (Patrickswell), 1861 – Londra, 26 gennaio 1933), è stata una giornalista, scrittrice, poetessa, traduttrice e patriota irlandese naturalizzata serba.

## Biografia
Elizabeth O'Brien nacque a Patrickswell, Limerick, Irlanda, da John O'Brien di Lough Gur, nella Contea di Limerick.
Fu educata nel convento delle Fedeli Compagne di Gesù e Maria a Bruff nella Contea di Limerick e nel convento delle Orsoline a Gravelines vicino a Dunkerque in Francia.
Dopo gli studi, divenne governante nella casa della nobile famiglia polacca degli Swinarski a Strzałkowo vicino a Poznan.
Sposò il colonnello Ljubomir N. Christitch (scritto anche Hristić) dell'Esercito Reale Serbo nella cattedrale di Poznan. Dopo aver contribuito a fondare la Società Cattolica del Suffragio Femminile nel 1911, si stabilì nel suo paese d'origine e durante la Guerra dei Balcani nel 1913, lavorò come infermiera per i soldati serbi. Durante la prima guerra mondiale lavorò a Belgrado per la Croce Rossa.
La Christitch era una giornalista per il Tribune, per diversi quotidiani di Londra ed per il Chicago Tribune, oltre a contribuire con romanzi a vari periodici. Tradusse l'Inno Nazionale Serbo e fu questa versione a essere cantata in Gran Bretagna durante la guerra. La Christitch usava lo pseudonimo "Ben Hurst". Il suo romanzo più noto è stato The Pride of Garr (1925). Ha scritto sulla politica balcanica e internazionale, nonché sul suffragio femminile e sul Governo irlandese.
La Christitch era un membro originale del Comitato del Fondo di Soccorso Serbo. Lei e sua figlia Annie sono state prigioniere in Serbia per tre anni e mezzo. La Christitch ottenne la libertà grazie all'assistenza del Papa. Lei e suo marito hanno avuto tre figli. Il loro figlio era il generale Nikola Christitch dell'esercito reale jugoslavo e aiutante di campo di entrambi i re, Alessandro I di Jugoslavia e Pietro II di Jugoslavia, e le loro figlie erano la compagna patriota Annie Christitch e Janie Christitch che in seguito fu Madre Maria della Croce. Christitch ricevette una benedizione per il suo lavoro da papa Benedetto XV. Nel 1919, Elsabeth Christitch ottenne un'udienza papale in Vaticano da Benedetto XV, il capo della Chiesa cattolica, che si dice abbia detto "vorremmo vedere donne elettrici ovunque". La Christitch morì a Londra il 26 gennaio 1933 in quanto debole di cuore.

## Premi e riconoscimenti
- Christitch ha ricevuto medaglie sia dal Governo della Serbia che dalla Croce Rossa Americana per il suo lavoro.

## Opere
- Light and Shade in Albania, 1913
- A word on woman suffrage
- The Slovenes : A Small Nationality, 1918
- The Slovenes and Their Leaders, 1918
- Church conditions in Jugo-slavia, 1920
- Reunion and fusion of the southern slavs, 1921
- The Pride of Garr, 1925